# Cantone di Grignan
Il Cantone di Grignan è un cantone della Francia dell'arrondissement di Nyons.
A seguito della riforma approvata con decreto del 20 febbraio 2014, che ha avuto attuazione dopo le elezioni dipartimentali del 2015, è passato da 14 a 21 comuni.

## Composizione
I 14 comuni facenti parte prima della riforma del 2014 erano:
- Chamaret
- Chantemerle-lès-Grignan
- Colonzelle
- Grignan
- Montbrison-sur-Lez
- Montjoyer
- Le Pègue
- Réauville
- Roussas
- Rousset-les-Vignes
- Saint-Pantaléon-les-Vignes
- Salles-sous-Bois
- Taulignan
- Valaurie

Dal 2015 i comuni appartenenti al cantone sono i seguenti 21:
- La Baume-de-Transit
- Bouchet
- Chamaret
- Chantemerle-lès-Grignan
- Colonzelle
- Donzère
- Les Granges-Gontardes
- Grignan
- Malataverne
- Montbrison-sur-Lez
- Montjoyer
- Montségur-sur-Lauzon
- Le Pègue
- Réauville
- Roussas
- Rousset-les-Vignes
- Saint-Pantaléon-les-Vignes
- Salles-sous-Bois
- Taulignan
- Tulette
- Valaurie